# Jinsanjiao (köpinghuvudort i Kina, Zhejiang Sheng, lat 29,99, long 120,53)
Jinsanjiao (kinesiska: 福全镇, 金三角) är en köpinghuvudort i Kina. Den ligger i provinsen Zhejiang, i den östra delen av landet, omkring 45 kilometer sydost om provinshuvudstaden Hangzhou. Antalet invånare är 56 346. Befolkningen består av 27 288 kvinnor och 29 058 män. Barn under 15 år utgör 13,0 %, vuxna 15-64 år 78 %, och äldre över 65 år 8,0 %.
Runt Jinsanjiao är det tätbefolkat, med 613 invånare per kvadratkilometer. Närmaste större samhälle är Shaoxing, 5,2 km öster om Jinsanjiao. Trakten runt Jinsanjiao består till största delen av jordbruksmark.
Genomsnittlig årsnederbörd är 2 022 millimeter. Den regnigaste månaden är juni, med i genomsnitt 356 mm nederbörd, och den torraste är januari, med 72 mm nederbörd.